# Cầu vượt Tân Vạn
Cầu vượt Tân Vạn nằm trên Quốc lộ 1. có quy mô 4 làn xe (3 làn ô tô, xe tải và 1 làn xe máy, thô sơ). Được khởi công vào năm 2009, khánh thành vào ngày 26/07/2014. Nằm trong dự án Cầu Đồng Nai và tuyến 2 đầu cầu.